# キンミノフウチョウ
キンミノフウチョウ (学名：Cicinnurus magnificus)は、スズメ目フウチョウ科に分類される鳥類の一種。

## 分布
パプアニューギニア、ニューギニア、インドネシア